# Ariteus flavescens
Ariteus flavescens — вид родини листконосові (Phyllostomidae), ссавець ряду лиликоподібні (Vespertilioniformes, seu Chiroptera).

## Морфологічні та генетичні особливості
Довжиною голови і тіла від 58 до 67 мм, довжина передпліччя між 36.5 і 43.8 мм, довжина ступні від 11 до 13 мм, довжина вух від 13 до 16 мм і маса до 13.1 гр. Має короткі, широкі, крила, і не має хвоста. Шерсть довга й шовковиста. Хутро червонувато-коричневого кольору на більшій частині тіла, стаючи блідішим знизу. Самці значно менші, ніж самиці. Зубна формула: 2/2, 1/1, 2/2, 2/3 = 30. Каріотип 2n = 30, FN = 56.

## Екологія
Живиться фруктами, особливо саподіла, а також комахами. Ховається на деревах. Зазвичай починає літати і годуватись незабаром після заходу сонця. Головними ворогами є совоподібні.

## Середовище проживання
Країни проживання: Ямайка. Висота проживання: до 1500 м. Живе в первинних і вторинних лісах та садах плодових дерев на всій території острова.